# 石川敬一
石川 敬一（いしかわ けいいち、1936年4月21日 - ）は、日本の実業家。九州電力副社長や、九電工会長、福岡アジア都市研究所会長、アクロス福岡館長、九州システム情報技術研究所理事長等を歴任した。

## 人物・経歴
福岡県立修猷館高等学校を経て、九州大学経済学部卒業。1959年九州電力入社。九州電力取締役営業部長を経て、1995年九州電力常務取締役。1998年九州電力取締役副社長。2004年九電工取締役会長。福岡経済同友会代表幹事、九州経済同友会代表委員、福岡アジア都市研究所会長、アクロス福岡館長、九州システム情報技術研究所理事長。2004年九州大学学術研究都市推進機構理事長。2005年山崎広太郎福岡市長を支持するために大手企業らで設立された希望ふくおかの会長に就任。2009年在福岡インドネシア共和国名誉領事館名誉領事。九州自治州構想の提唱などを行った。